# Christos Tsountas
Christos Tsountas (in greco Χρήστος Τσούντας?; Stenimachos, 1857 – Atene, 9 giugno 1934) è stato un archeologo greco, nato in una città appartenente attualmente alla Bulgaria.

## Biografia
Christos Tsountas nacque a Stenimachos, una località della Tracia, attualmente Asenovgrad (Bulgaria). Collaborò con Heinrich Schliemann. Nel 1886 scoprì e identificò il palazzo reale miceneo a Tirinto. Condusse anche le importanti esplorazioni nel palazzo di Micene e studiò la diffusione della civiltà micenea nel Peloponneso.
Tsountas ha inoltre gettato le fondamenta dello studio del periodo neolitico in Grecia con gli scavi iniziati ai primi del XX secolo nelle due località di Sesklo e di Dimini, entrambe in Tessaglia. Dall'esame dei reperti delle due località Tsountas distinse le due fasi del Tessalonico A (corrispondente alla civiltà di Sesklo) e del Tessalonico B (corrispondente alla civiltà di Dimini). Nel periodo 1898-99 Christos Tsountas esplorò numerosi siti di sepolture in numerose isole Cicladi, un arcipelago che per la sua posizione ha rappresentato un ponte insulare fra la Grecia e l'Asia Minore. In particolare le consuetudini funerarie e i manufatti in ceramica e in marmo lo condussero a coniare il termine "civiltà cicladica".

Fra tanti altri, ebbe come studente Spyridōn Marinatos, che continuò ed approfondì lo studio della Civiltà Cicladica e Minoica.

## Scritti
- Χρήστος Τσούντας, Η Ακρόπολις των Αθηνών, Σύλλογος προς Διάδοσιν των Ωφελίμων Βιβλίων, Αθήναι, 1901.
- Χρήστος Τσούντας, Αί προΐστορικαί Ακροπόλεις ∆ιμηνίου και Σέσκλου, Αθήναι, 1908.
- Chrestos Tsountas e Manatt J. Irving, The Mycenaean Age: a Study of the Monuments and Culture of Pre-Homeric Greece. Boston: Houghton, Mifflin and Co., 1897.
- Χρήστος Τσούντας, Ιστορία της αρχαίας ελληνικής τέχνης, Αθήνα, 1928, ISBN 960-205-342-9.